# Casa de los babys
Casa de los babys von Independentregisseur John Sayles ist ein US-amerikanisch-mexikanisches Filmdrama aus dem Jahre 2003. Es handelt sich um einen Ensemblefilm aus weiblicher Perspektive über grenzübergreifende Adoption.
Sayles zeichnete bei dem für IFC Films in Acapulco (Mexiko) entstandenen 95 Minuten-Film für Drehbuch, Regie und Schnitt verantwortlich. In Deutschland wurde er am 31. Dezember 2009 vom Peripher Filmverleih in einige Programmkinos gebracht. Die Auswertung auf DVD übernahm das Label Ascot Elite, welches den Film am 6. April 2009 im mehrsprachigen Original mit optionalen deutschen Untertiteln veröffentlichte.
Regisseur John Sayles bemerkt im Audiokommentar: „Wenn Leute unsere Filme ‚politisch‘ nennen, scheint es mir immer, sie sind politisch bewusst, in dem Sinne, dass sie nicht politisch unbewusst sind. Sie sind nicht notwendigerweise ideologisch […] Oft ende ich mit mehr Fragen, als ich Antworten habe“.

## Handlung
Sayles versucht hier eine Art einfühlsamen Traffic (R: Steven Soderbergh, USA 2000) mit episodischer Struktur im Kontext des Adoptionstourismus im Nord-Süd-Wohlstandsgefälle.
In einem nicht näher bezeichneten südamerikanischen Land der Gegenwart sind fünf wohlhabende Amerikanerinnen und eine Irin im Adoptionsurlaub. In unmittelbarer Nachbarschaft der Säuglingsstation, die die „besten Exportartikel“ des Landes beherbergt, hängen folgende Frauen zusammen fest:
- Nan hat Haare auf den Zähnen und einen mächtigen Ehemann daheim. Allerdings neigt sie auch zur Kleptomanie, und vor allem zur Bestechung. Als Kindesmisshandlungsopfer empfiehlt sie für die Erziehung selbst eine härtere Gangart. Ihr kraft Gesetzes vorgeschriebener Anwalt ist praktischerweise der Bruder der Hotelbesitzerin, Señora Muñoz.
- Die ruhige Gayle ist religiös – und bei den anonymen Alkoholikern. Sie spricht Spanisch.
- Jennifer liebt ihren anscheinend reichen[3] Mann in Washington, D.C. sehr, ist sich aber unschlüssig, was sie eigentlich will. Sie und Eileen sind die Jüngsten der Gruppe.
- Skipper ist eine durchtrainierte New Age[7]-Marathonläuferin, versteht sich auf Naturheilkunde und Massage und spricht nicht viel. Beim Massieren gesteht sie Jennifer, dass sie bereits drei Fehlgeburten hatte.
- Leslie ist jüdischen Glaubens. Sie ist hip und zielstrebig, verhält sich im Gespräch aber eher ausweichend. Die anderen Touristinnen halten sie für eine Lesbe.
- Eileen als Irin scheint sich in der Fremde unwohl zu fühlen, der Kinderwunsch der empfindsamen Frau tritt trotzdem offen zutage. In Gegenwart der Putzfrau malt sie sich aus, wie sie mit ihrer Tochter einen schulfreien unbeschwerten Wintertag im Schnee verbringen würde.

Während die Formulare der Frauen im bürokratischen Limbus festhängen, vertreiben sie sich in dem abgeschotteten Hotel oder mit Margaritas am Strand die Zeit, tratschen, hoffen, bangen und planen. Im Zug des „balance of trade“ wird ihr Aufenthalt künstlich hinausgezögert. Angesichts der ungewissen höheren Gewalt der Behörden zeigen sich die vielleicht werdenden Mütter in verschiedenen Stadien der Verzweiflung und copen auf unterschiedliche Weise mit ihrer Situation. Zudem belauern sie sich gegenseitig in der tropischen Hitze beim Wetteifern um die optimale Ressourcenallokation.
An Dramatis personae gibt es außerdem: die pragmatische Unternehmerin Señora Muñoz, der das Hotel für gehobene Ansprüche und gepolsterte Geldbörsen gehört, die schon Hunderte solcher Frauen kommen und gehen sah; ein arbeitsloser learning-by-doing-Fremdenführer für vier Dollar, ausgebildeter Architekt, der von Philadelphia träumt und Fernsehlotterie spielt; der Hausmeister des Hotels, Sohn von Señora Muñoz, der Nan für eine „Hexe“ hält, sich in Stammtischpolitik ereifert und über den Kulturimperialismus der Yankees wettert; ein einheimischer junger Romeo vom Strand, ein schwangerer Teenager; die sehr junge Reinigungskraft Asunción, die ihr eigenes Baby vor noch nicht langer Zeit weggab; eine Krankenschwester; Straßenkinder, die sich mit Scheibenputzen und Taschendiebstahl verdingen, Klebstoff schnüffeln und in Pappkartons oder am Strand schlafen (und Sternschnuppen dabei sehen).
Zuletzt hat Nan mit ihrem Bestechungsversuch Erfolg und kauft für sich und Eileen je einen Säugling. Die zwei Babys haben einen Freifahrtschein in die erste Welt und eine nicht minder ungewisse Zukunft. Bevor man im Wartesaal der Behörde sieht, welches zu welcher getragen wird, friert das Bild ein.

## Kritiken
- „so weit, wie man sich von eskapistischer Filmunterhaltung entfernen kann und fiktional bleiben. […] auf Sayles profunder Sensibilität aufbauend, wie sehr das Politische persönlich ist […] man muss sich zwangsläufig fragen, was für Mütter das sein werden.“ (Stephen Holden: The New York Times)[8]

- „bietet eine sehr unterhaltsame und intelligente Schau des Lebens verrückter Lotterie“ (Time Out Film Guide)[12]

- „stolpert in die Leben der Protagonistinnen mit so-gut-wie-keiner Einführung und zieht sich zurück, bevor sich irgendetwas auflöst. […] Zwar ist der Film weniger als die Summe seiner Teile, aber so feinfühlige und ergreifende Teile muss man lange suchen“ (Ed Gonzalez: Slant)[11]

- „Ein Puzzle von Einzelschicksalen soll zu einem Gesellschaftsporträt mit politischer Dimension verdichtet werden, ohne dafür die Unebenheiten abzuschleifen oder sämtliche Lücken zu schliessen. […Sayles hat] sich diese aber nicht wirklich zu eigen gemacht […] Es wirkt, als ob sich Sayles selbst in der von ihm entworfenen Erzähllandschaft nicht immer zurechtfände“ (Thomas Binotto: Neue Zürcher Zeitung)[13]

- „Letztlich sehen wir, dass der auswärtige Verwaltungsakt der Adoption größer ist als eine einzelne Person oder ein Neugeborenes. […] Insgesamt versucht der Film einfach zuviel. […] Ein Prozess der Adoption erstreckt sich auf soziologischen, psychologischen und physischen Druck, dem man nicht rational nachgehen kann über sechs Hauptfiguren hinweg, in zwei Stunden schon gar nicht. Dann die Komplexität der Zusammenarbeit mit einer ausländischen Verwaltung mit ihren eigenen Zeitabläufen, Regeln, kulturellen Nuancen und Sprachschwierigkeiten, damit ergibt das eine zehnstündige Miniserie mindestens. […] Obwohl wir ein wenig über ihre Vergangenheit und ihre Motivation wissen, wachsen wir nicht mit ihnen und empfinden ihre Erleichterung trotz all dem Ärger und der Liebesmüh nicht. […] am Ende schmeisst also doch ein ausländischer Bürokrat die Würfel“ (Film Threat)[14]

- „am Ende zieht [… Sayles] den Stecker, als ob er fertig oder ihm die Zeit ausgegangen[15] wäre […] Subtilität ist seine Sache nicht. […] Sayles klopft an Klischees und Gemeinplätze und versucht sie wohlüberlegt umzudrehen, nur um darunter nichts zu finden. […] Vielleicht der dramatischste Verlauf findet zwischen der einheimischen Putzfrau, die kein Englisch spricht und einem der Gäste statt, welcher kein Wort Spanisch spricht. Sie tauschen von Herzen kommende Empfindungen aus über Mutterschaft und Kinder, ohne sich je zu verstehen, dabei trotzdem auf einer Wellenlänge. […] Das ist die Sorte raffinierter Beobachtung, von der wir mehr hätten sehen wollen, aber Sayles ist zu beschäftigt damit, nach tieferem Sinn zu suchen, um es überhaupt zu bemerken.“ (Desson Howe: The Washington Post)[16]

- „Man könnte sich an dem überzogenen Naturalismus des Autors/Regisseurs stoßen, simple Gespräche zu verwenden, wie man sie im Supermarkt an der Kasse nebenan hört.“ (Harvey S. Karten: rec.arts.movies.reviews)[17]

- „eine predigende Geschichte über sechs neurotische Amerikanerinnen […] Wenn Ihnen das nicht klar ist, dass Amerikaner einen bedeutend höheren Lebensstandard als Lateinamerikaner haben […] eine gute Wahl.“ (Steve Rhodes: rec.arts.movies.reviews)[18]

- „Die sechs Darstellerinnen […] scheinen überzeugt, mit wenig oder ganz ohne Make-up wären es echte Menschen, die man spielt. […] eine schematische Abhandlung […] durchsetzt mit Montagen pausbäckiger Latino-Babys“ (Variety)[7]